# 深突吻鱈
深突吻鱈，為輻鰭魚綱鱈形目鼠尾鱈科的其中一種，分布於東大西洋比斯開灣外海及加那利群島海域，屬深海底棲性魚類，深度可達4872公尺，棲息在底層水域，生活習性不明。

## 扩展阅读
維基物種上的相關：深突吻鱈